# Gunnarus Follenius
Gunnarus Follenius, född 17 november 1664 i Rappestads församling, Östergötlands län, död 19 juli 1731 i Svinstads församling, Östergötlands län, var en svensk kyrkoherde i Svinstads pastorat och Runö församling.

## Biografi
Gunnarus Follenius föddes 17 november 1664 på Folåsa i Rappestads församling. Han var son till soldaten Sven Gunnarsson och Kerstin Persdotter. Follenius blev student vid Uppsala universitet, Uppsala 11 maj 1687, vid Dorpats universitet, Dorpat 1689, i Pärnu 1691 och åter vid Dorpats universitet där han tog magistern 1693. Han prästvigdes 1693 och var mellan 1694 och 1702 kyrkoherde i Runö församling, Livland. Follenius blev 26 januari 1703 kyrkoherde i Svinstads församling, Svinstads pastorat. Han var respondens vid prästmötet 1712. Follenius avled 19 juli 1731 i Svinstads socken. Hans gravsten ligger åminstone sedan 1916 i Bankekinds kyrkas vapenhus.

### Familj
Follenius gifte sig 1694 med Maria Bengtsdotter Askebom (1670–1731). De fick tillsammans barnen komministern Sven Follenius i Rakereds församling, bataljonspredikanten Per Follén vid Östgöta infanteriregemente, kyrkoherden Bengt Follén (1702–1778) i Tåby församling, Lucretia Follén som var gift med komministern Petrus Benzonius i Svinstads församling och studenten Johan Follén (1713–1733).